# Tritonenbrunnen (Aachen)
Der Tritonenbrunnen ist ein ursprünglich 1906–1910 (nach anderer Quelle 1905) vor dem Aachener Hauptbahnhof errichtetes Brunnendenkmal des Bildhauers Carl Burger in Aachen, das 1923 an seinen heutigen Standort in der Kaiser-Friedrich-Allee transloziert wurde. Der Brunnen wird im Volksmund auch Wassermann genannt. Tatsächlich zeigt er Triton, einen Meeresgott der Griechischen Mythologie.

## Geschichte
Im Jahr 1905 wurde das neue Bahnhofs-Empfangsgebäude des Hauptbahnhofs fertiggestellt, das den 1902 abgerissenen Vorgängerbau des Rheinischen Bahnhofs ersetzte. Auf dem Bahnhofsvorplatz stand seit 1872 das von Friedrich Drake geschaffene Kriegerdenkmal. Der Tritonenbrunnen sollte die Terrasse des Kriegerdenkmals in der veränderten städtebaulichen Situation zum Bahnhof halbrund einfassen.

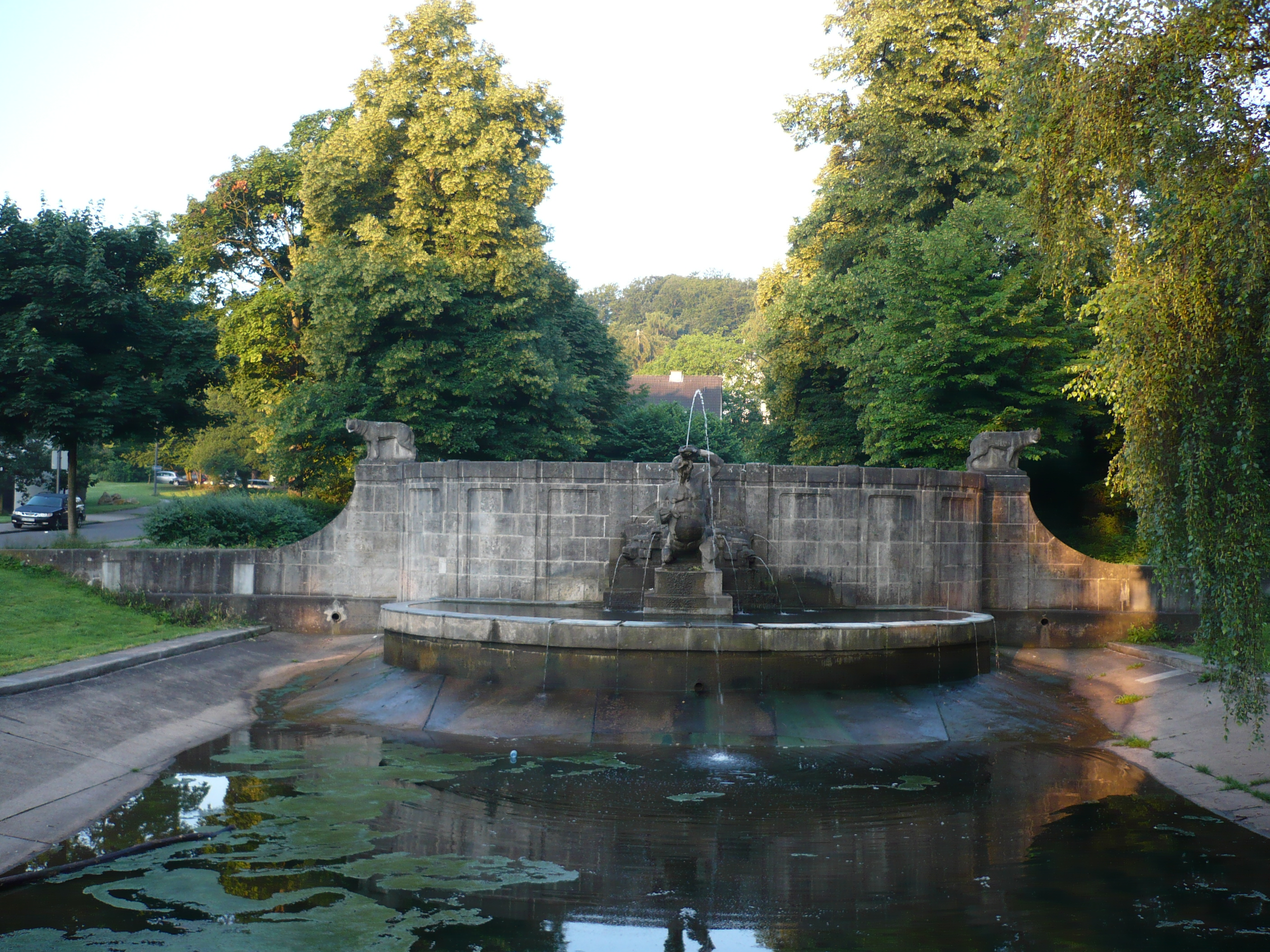
Anlage des Brunnens

1923 wurde der Brunnen an den Eingang der parkähnlichen Mittelanlage der Kaiser-Friedrich-Allee versetzt, wo er mit Wasser aus der Pau gespeist wird, das schließlich überwiegend kanalisiert weiter zum Hangeweiher fließt.
Der Brunnen ist in Basalt gearbeitet. Triton ruht auf einem kleinen Sockel und speit fontänenartig Wasser in das große, annähernd rechteckige Becken vor dem kleinen halbrunden Becken, das den Sockel umschließt. An den Seiten des Sockels werden stilisierte Fischmäuler gezeigt, aus denen der Wasserauslass in das kleine Becken erfolgt, dessen Überläufe ebenfalls das große Becken speisen. Die Rückseite des Brunnens bildet eine nach hinten konkav gebogene, an den Seiten verlängerte, halbovale Mauer, die ursprünglich auf dem Bahnhofsvorplatz die Denkmal-Terrasse umschloss und sich heute zum Brüsseler Ring hin öffnet. Im Halboval stehen steinerne Bänke, den Abschluss der Mauer zieren heute aufgesetzte Wolfsfiguren.
Der Brunnen steht unter Denkmalschutz. Im September 2004 wurde seine vollständige Sanierung abgeschlossen.